# Jerry Schatzberg
Jerry Schatzberg (Nueva York, 26 de junio de 1927) es un director de cine y fotógrafo estadounidense. Durante su carrera en la fotografía trabajó con publicaciones famosas como Vogue, Esquire y McCalls. Hizo su debut como director en 1970 con la película Puzzle of a Downfall Child. Otros de sus créditos como director incluyen los largometrajes The Panic in Needle Park, Espantapájaros y No Small Affair.

## Filmografía

### Como director
- Puzzle of a Downfall Child – 1970
- The Panic in Needle Park – 1971
- Scarecrow – 1973
- Sweet Revenge – 1976
- The Seduction of Joe Tynan – 1979
- Honeysuckle Rose – 1980
- Misunderstood – 1984
- No Small Affair – 1984
- Street Smart – 1987
- Clinton and Nadine – 1988
- Reunion – 1989
- Ben Gurion – 1992
- The Day the Ponies Come Back – 2000

## Premios y distinciones
Festival Internacional de Cine de Cannes
| Año  | Categoría    | Película       | Resultado |
| ---- | ------------ | -------------- | --------- |
| 1973 | Palma de Oro | Espantapájaros | Ganador   |